# Parque de Santa Bárbara-Fuente del Rey (Soria)
Los parques de Santa Bárbara y Fuente del Rey, son dos parques públicos situados en la ciudad de Soria (Castilla y León, España). Ambos parques, realizados a finales del siglo XX, se encuentran unidos y ocupan el paraje conocido como Eras de Santa Bárbara. 

## Historia
Las llamadas eras de Santa Bárbara eran el lugar donde se trillaban los cereales y posteriormente se aventaban para obtener el grano. A finales del siglo XV se construye la ermita de Santa Bárbara, edificio que daría nombre al paraje, anteriormente conocido como campo de la Verdad. 
La eras fueron el escenario de varias leyendas de carácter histórico. En el siglo XII, diez caballeros castellanos de Alfonso VII Rey de Castilla y otros diez aragoneses de Ramón de Berenguer, Conde de Barcelona, deciden usando las armas el mejor derecho de posesión. Combaten en duelo para establecer si Soria será o no de Castilla, ganando los castellanos de Alfonso VII. Aquí mata a espada un padre a su hijo cobarde que huyó de Aljubarrota y al que le dice que "antes que cobarde, muerto" y en este lugar fusilaron los franceses a un niño de 12 años que dio muerte con su cuchillo a un soldado francés, como sucedería también con Pericón, que se enfrentó solo a un escuadrón de coraceros imperiales y cuyo cuerpo pendería de la picota varios días. 
Hasta finales del siglo XIX, las eras eran el lugar celebración del Lunes de Bailas, romería en la que se veneraba a Santa Bárbara, acudiendo al entorno de la ermita a merendar y bailar. En 1891 desaparece la romería por la venta de las mismas, decidiéndose trasladar la fiesta de las Bailas a la Alameda de Cervantes. La reforma de las fiestas de 1914 dice: «La fiesta de la Bailas, tan divertida en tiempos y ahora tan decaída, se efectuará en la tarde del lunes en la Alameda de Cervantes y en la noche en este paseo tendrá lugar la segunda verbena con cuyo festejo terminarán las fiestas» pero poco antes se había procedido a la recuperación de la romería a San Polo que es la que actualmente se celebra en la pradera junto al Duero.
El día tres de octubre de 1912, las eras de Santa Bárbara sirvieron de aeródromo improvisado a un monoplano Bleriot XI de 50 Cv, el primer avión que despegaría de Soria.
La urbanización del lugar comenzó con la construcción de la Residencia Sanitaria (Insalud), que actualmente conocemos con el nombre de Hospital Santa Bárbara, inaugurada por el presidente Adolfo Suárez el 2 de julio de 1980. A finales del siglo XX se construyeron los bloques de viviendas y se realizaron los actuales parques de Santa Bárbara y de la Fuente del Rey.

## Descripción
Los parques están delimitado por la avenida de Gaya Nuño al sur y por los bloques de viviendas al norte. Mediante una serie de plataformas escalonadas se disponen los parterres en los que hay juegos infantiles, mesas y fuentes para uso lúdico. Dispone de un carril bici que recorre ambos parques.